# Lekkoatletyka na Igrzyskach Panamerykańskich 1971
Lekkoatletyka na Igrzyskach Panamerykańskich 1971 – zawody lekkoatletyczne podczas igrzysk obu Ameryk odbywały się w Cali.

## Rezultaty
| CR – rekord igrzysk \| NR – rekord kraju      |
| AR – rekord kontynentu \| PB – rekord życiowy |

### Mężczyźni
| Konkurencja:                  | 1. miejsce                                                                     | Rezultat | 2. miejsce                                                                 | Rezultat | 3. miejsce                                                                    | Rezultat |
| Bieg na 100 m                 | Don Quarrie                                                                    | 10,29    | Lennox Miller                                                              | 10,32    | Del Meriwether                                                                | 10,34    |
| Bieg na 200 m                 | Don Quarrie                                                                    | 19,86    | Marshall Dill                                                              | 20,39    | Edwin Roberts                                                                 | 20,39    |
| Bieg na 400 m                 | John Smith                                                                     | 44,60    | Fred Newhouse                                                              | 45,09    | Fernando Acevedo                                                              | 45,30    |
| Bieg na 800 m                 | Ken Swenson                                                                    | 1:48,08  | Art Sandison                                                               | 1:48,42  | Byron Dyce                                                                    | 1:48,42  |
| Bieg na 1500 m                | Marty Liquori                                                                  | 3:42,10  | Bill Smart                                                                 | 3:43,39  | Jim Crawford                                                                  | 3:43,76  |
| Bieg na 5000 m                | Steve Prefontaine                                                              | 13:52,53 | Steve Stageberg                                                            | 14:00,76 | Mario Pérez                                                                   | 14:03,98 |
| Bieg na 10 000 m              | Frank Shorter                                                                  | 28:50,83 | Juan Martínez                                                              | 29:05,07 | Álvaro Mejía                                                                  | 29:06,97 |
| Maraton                       | Frank Shorter                                                                  | 2:22:40  | José García                                                                | 2:26:30  | Hernán Barreneche                                                             | 2:27:19  |
| Bieg na 110 m przez płotki    | Rod Milburn                                                                    | 13,46w   | Arnaldo Bristol                                                            | 13,81w   | Juan Morales                                                                  | 13,85w   |
| Bieg na 400 m przez płotki    | Ralph Mann                                                                     | 49,11    | Jim Seymour                                                                | 50,36    | Jacinto Hidalgo                                                               | 51,68    |
| Bieg na 3000 m z przeszkodami | Mike Manley                                                                    | 8:42,27  | Sidney Sink                                                                | 8:42,90  | Héctor Villanueva                                                             | 8:46,09  |
| Sztafeta 4 × 100 m            | Jamajka · Alfred Daley · Carl Lawson · Lennox Miller · Don Quarrie             | 39,28    | Kuba · Bárbaro Bandomo · Pablo Montes · Juan Morales · Hermes Ramírez      | 39,84    | Stany Zjednoczone · Willie Deckard · Marshall Dill · Ron Draper · Rod Milburn | 39,84    |
| Sztafeta 4 × 400 m            | Stany Zjednoczone · Dale Alexander · Fred Newhouse · Tommy Turner · John Smith | 3:00,63  | Jamajka · Leighton Priestley · Trevor Campbell · Alfred Daley · Garth Case | 3:03,98  | Trynidad i Tobago · Edwin Roberts · Ben Cayenne · Kent Bernard · Trevor James | 3:04,58  |
| Chód na 20 km                 | Goetz Klopfer                                                                  | 1:37:30  | Tom Dooley                                                                 | 1:38:16  | José Oliveros                                                                 | 1:40:26  |
| Chód na 50 km                 | Larry Young                                                                    | 4:38:31  | Gabriel Hernández                                                          | 4:38:46  | John Knifton                                                                  | 4:42:15  |
| Skok wzwyż                    | Patrick Matzdorf                                                               | 2,10     | Wilf Wedmann                                                               | 2,10     | Luis Arbulú                                                                   | 2,05     |
| Skok o tyczce                 | Jan Johnson                                                                    | 5,33     | Dave Roberts                                                               | 5,20     | Bruce Simpson                                                                 | 4,90     |
| Skok w dal                    | Arnie Robinson                                                                 | 8,02     | James Moore                                                                | 7,98     | Mike Mason                                                                    | 7,65     |
| Trójskok                      | Pedro Pérez                                                                    | 17,40    | Nelson Prudêncio                                                           | 16,82    | John Craft                                                                    | 16,32    |
| Pchnięcie kulą                | Al Feuerbach                                                                   | 19,76    | Karl Salb                                                                  | 19,10    | Mike Mercer                                                                   | 18,01    |
| Rzut dyskiem                  | Dick Drescher                                                                  | 62,26    | Tim Vollmer                                                                | 61,06    | Ain Roost                                                                     | 58,06    |
| Rzut młotem                   | Albert Hall                                                                    | 65,84    | George Frenn                                                               | 65,68    | Darwin Piñeyrúa                                                               | 61,54    |
| Rzut oszczepem                | Cary Feldmann                                                                  | 81,52    | Bill Skinner                                                               | 80,36    | Amado Morales                                                                 | 76,14    |
| Dziesięciobój                 | Rick Wanamaker                                                                 | 7648 pkt | Russ Hodge                                                                 | 7314 pkt | Jesús Mirabal                                                                 | 7295 pkt |

### Kobiety
| Konkurencja:               | 1. miejsce                                                                      | Rezultat | 2. miejsce                                                                 | Rezultat | 3. miejsce                                                                       | Rezultat |
| Bieg na 100 m              | Iris Davis                                                                      | 11,25w   | Stephanie Berto                                                            | 11,40w   | Silvia Chivás                                                                    | 11,47w   |
| Bieg na 200 m              | Stephanie Berto                                                                 | 23,57 =  | Fulgencia Romay                                                            | 23,70    | Esther Stroy                                                                     | 23,82    |
| Bieg na 400 m              | Marilyn Neufville                                                               | 52,34    | Carmen Trustée                                                             | 52,89    | Yvonne Saunders                                                                  | 53,13    |
| Bieg na 800 m              | Abby Hoffman                                                                    | 2:05,54  | Doris Brown                                                                | 2:05,90  | Penny Werthner                                                                   | 2:06,32  |
| Bieg na 100 m przez płotki | Patty Johnson                                                                   | 13,19w   | Marlene Elejalde                                                           | 13,54w   | Penny May                                                                        | 13,70w   |
| Sztafeta 4 × 100 m         | Stany Zjednoczone · Orien Brown · Pat Hawkins · Mattiline Render · Iris Davis   | 44,59    | Kuba · Silvia Chivás · Marlene Elejalde · Fulgencia Romay · Carmen Valdés  | 45,01    | Kolumbia · Aida Ortíz · Ana Maquilón · Elsy Rivas · Juana Mosquera               | 45,99    |
| Sztafeta 4 × 400 m         | Stany Zjednoczone · Esther Stroy · Mavis Laing · Gwen Norman · Cheryl Toussaint | 3:32,45  | Kuba · Beatriz Castillo · Marcela Chibás · Aurelia Pentón · Carmen Trustée | 3:34,04  | Jamajka · Beverly Franklin · Ruth Williams · Yvonne Saunders · Marilyn Neufville | 3:34,05  |
| Skok wzwyż                 | Debbie Brill                                                                    | 1,85     | Audrey Reid                                                                | 1,75     | Andrea Bruce                                                                     | 1,70     |
| Skok w dal                 | Brenda Eisler                                                                   | 6,43     | Silvina Pereira                                                            | 6,35     | Marina Samuells                                                                  | 6,14     |
| Pchnięcie kulą             | Lynn Graham                                                                     | 15,76    | Grecia Hamilton                                                            | 14,63    | Rosa Molina                                                                      | 14,50    |
| Rzut dyskiem               | Carmen Romero                                                                   | 57,20    | María Cristina Betancourt                                                  | 51,76    | Carol Martin                                                                     | 50,04    |
| Rzut oszczepem             | Tomasa Núñez                                                                    | 54,02    | Sherry Calvert                                                             | 51,52    | Roberta Brown                                                                    | 50,94    |
| Pięciobój                  | Debbie Van Kiekebelt                                                            | 4290 pkt | Penny May                                                                  | 4112 pkt | Aída dos Santos                                                                  | 3887 pkt |

## Klasyfikacja medalowa
| Klasyfikacja medalowa | Klasyfikacja medalowa | Klasyfikacja medalowa | Klasyfikacja medalowa | Klasyfikacja medalowa | Klasyfikacja medalowa |
| Miejsce               | państwo               | Złoto                 | Srebro                | Brąz                  | Razem                 |
| --------------------- | --------------------- | --------------------- | --------------------- | --------------------- | --------------------- |
| 1                     | Stany Zjednoczone     | 25                    | 17                    | 7                     | 48                    |
| 2                     | Kanada                | 5                     | 4                     | 7                     | 16                    |
| 3                     | Jamajka               | 4                     | 3                     | 4                     | 11                    |
| 4                     | Kuba                  | 3                     | 8                     | 4                     | 15                    |
| 5                     | Meksyk                | 0                     | 3                     | 3                     | 6                     |
| 6                     | Brazylia              | 0                     | 2                     | 1                     | 3                     |
| 7                     | Portoryko             | 0                     | 1                     | 1                     | 2                     |
| 8                     | Kolumbia              | 0                     | 0                     | 3                     | 3                     |
| 9                     | Peru                  | 0                     | 0                     | 2                     | 2                     |
| 9                     | Trynidad i Tobago     | 0                     | 0                     | 2                     | 2                     |
| 11                    | Chile                 | 0                     | 0                     | 1                     | 1                     |
| 11                    | Urugwaj               | 0                     | 0                     | 1                     | 1                     |
| 11                    | Wenezuela             | 0                     | 0                     | 1                     | 1                     |
| Razem                 | Razem                 | 37                    | 37                    | 37                    | 111                   |